# Домброва (гміна Мрози)
Домброва (пол. Dąbrowa) — село в Польщі, у гміні Мрози Мінського повіту Мазовецького воєводства.
Населення — 187 осіб (2011).
У 1975—1998 роках село належало до Седлецького воєводства.

## Демографія
Демографічна структура станом на 31 березня 2011 року:
|          | Загалом | Допрацездатний вік | Працездатний вік | Постпрацездатний вік |
| -------- | ------- | ------------------ | ---------------- | -------------------- |
| Чоловіки | 96      | 15                 | 69               | 12                   |
| Жінки    | 91      | 23                 | 49               | 19                   |
| Разом    | 187     | 38                 | 118              | 31                   |